# Ə
Ə, əは、アゼルバイジャン語で用いられる文字。ラテンアルファベット第7字で、Eの後に置かれる。[æ] の音を表す。
- 大文字のƏは、Eとは違って、小文字をそのまま大きくしたような文字である。
- ナイジェリアで使われる「Ǝ ǝ」は、別の文字である。
- かつてはカラカルパク語でも使われた。詳細はカラカルパク語#文字を参照。

国際音声記号では小文字のəによってシュワー（中舌中央母音）を表す。Unicodeではアゼルバイジャン語の文字と国際音声記号で同じ符号位置を使用し、文字名称も「Latin Capital Letter Schwa」「Latin Small Letter Schwa」と呼ばれる。
発音区別符号付き
- ə̀ - グレイヴ・アクセント
- ə́ - アキュート・アクセント

## 符号位置
| 大文字 | Unicode | JIS X 0213 | 文字参照       | 小文字 | Unicode | JIS X 0213 | 文字参照       | 備考 |
| ------ | ------- | ---------- | -------------- | ------ | ------- | ---------- | -------------- | ---- |
| Ə      | U+018F  | -          | &#x18F; &#399; | ə      | U+0259  | 1-11-16    | &#x259; &#601; |      |